# Hart am Wind (1970)
Hart am Wind ist ein deutscher Spielfilm der DEFA von Heinz Thiel aus dem Jahr 1970. Wie sein Pendant Anflug Alpha 1 diente er der Werbung für die Nationale Volksarmee und entstand in enger Kooperation mit der Volksmarine.

## Handlung
Peter ist Brigadier einer Elektrikerbrigade auf einer Schiffswerft an der Ostsee. Die Brigade Drews zählt zu den Vorzeigebrigaden, obwohl Peter mit seiner überheblichen Art nicht nur beliebt ist. Seine Freundin Brigitte, die ebenfalls zur Brigade zählt, fühlt sich von Peter schon lange bevormundet und reagiert zunehmend gereizt auf seine Art. Auch Neulinge haben es in der Brigade schwer und müssen sich erst beweisen, bevor sie von Peter eine Chance erhalten. Eines Tages erhält Peter seinen Einberufungsbescheid zur Volksmarine. Sofort beschließt er, dass die Brigade geschlossen zur Marine gehen sollte, obwohl der Wehrdienst mit drei Jahren fast doppelt so lang wie der normale Wehrdienst ist. Brigitte soll seiner Meinung nach in der Zeit ein Fernstudium belegen, doch weiß sie, dass sie nun für die Brigade zuständig sein wird, wenn die meisten anderen weg sind. Vier Elektriker schließen sich Peter am Ende an.
Auch bei der Marine gibt Peter zunächst den Ton an. Seine Vorgesetzten, darunter Kapitän Baumert, lassen ihn zunächst gewähren, ist Peter doch einer der besten, stets mit vollem Einsatz dabei und immer unter den Ersten. Bei einer Übung mit Gasmaske betrügt Peter: Um Zeit zu sparen, setzt er zwar die Maske auf, verbindet den Luftschlauch jedoch nicht mit dem Atemluftfilter. So ist er zwar zunächst im Feld schneller als die anderen seiner Gruppe unterwegs, bricht jedoch kurz vor Ende aufgrund von Sauerstoffmangel in Folge von Tränengaseinsatz zusammen. Er muss ins Ziel geschleppt werden und seine Truppe gewinnt die Übung deshalb nicht. Auf der FDJ-Versammlung redet sich Peter heraus: Wichtiger sei immer der Sieg und nicht der Weg dahin. Die Mitglieder seiner Gruppe jedoch werfen ihm vor, unlautere Mittel eingesetzt zu haben und nicht mit der, sondern gegen die Gruppe gearbeitet zu haben. Sie wenden sich von ihm ab. Auch Kapitän Baumert zeigt sich enttäuscht. Bei einem Landgang wiederum behandelt Peter Brigitte wieder einmal so von oben herab, dass sie ihn wütend rauswirft. Wenig später trennt sie sich schriftlich von ihm.
Peter ist rat- und hilflos. Seine früheren Brigademitglieder schneiden ihn, er hat keine Freunde gefunden und Liebeskummer. Kapitän Baumert baut ihn wieder auf. Es müsse immer weitergehen. Zudem solle er es nicht zulassen, dass Brigitte von einem anderen „gestohlen“ werde. Peter fängt sich. Er ordnet sich unter, lässt andere das Wort haben, gibt jedoch in der Gruppe bei Übungen alles. Die Gruppe wächst zusammen und alle finden ihre Freude an der Arbeit wieder. Brigitte hat an Land ebenfalls Erfolgserlebnisse, schafft sie es doch, die neue Brigade zu formen und zu guten Leistungen zu bringen. In Leutnant Werner Asmus findet sie einen neuen Freund, doch Peter kämpft um sie und sie hört auch von anderen, dass er sich geändert habe. Er lädt sie zum Kutterrees und anschließenden Flottenball ein. Obwohl sie zunächst nicht erscheint, sieht er sie am Ende zusammen mit Werner beim Ball. Er ist erst mutlos, doch eröffnet sie ihm, dass sie ihren Bus verpasst habe und Werner sie daher mitgenommen habe. Glücklich fallen sie sich in die Arme und Kapitän Baumert ist zufrieden. Wenig später wird Peter vorgeschlagen, die Offizierslaufbahn bei der Marine einzuschlagen. Er meint, dass er darüber nachdenken lassen werde.

## Produktion
Hart am Wind wurde ab 1969 unter den Arbeitstiteln Riffe und Fünf Lords und eine Liebe gedreht. Die Kostüme schuf Dorit Gründel, die Filmbauten stammen von Hans Poppe. An der Entstehung des Films war das Verteidigungsministerium der DDR beteiligt, sollte mit dem Film doch vor allem bei der Jugend für die NVA geworben werden. Die Szenen des Films auf einem Kampfschiff wurden größtenteils auf dem Minensuch- und Räumschiff „Ueckermünde“ (Bugnummer 304), einem Schiff der Kondor-Klasse, gedreht. Außerdem wird ein Kontakt mit dem Flottendienstboot Oste der Bundesmarine thematisiert.
Neben der Umsetzung als Farbfilm richtete sich auch die Musik von Gerd Natschinski an ein jugendliches Publikum. Den im Film mehrfach zu hörenden Schlager Es gibt so viel Schönes im Leben sang Frank Schöbel, der im Vorspann keine Erwähnung fand. Beratend standen dem Drehteam Kapitän Gerhard Larisch und Kapitänleutnant Hans-Peter Zarncke bei, wobei Letzterer auch eine Nebenrolle im Film übernahm. Der film-dienst nannte Hart am Wind einen „peinliche[n] Werbefilm für den Wehrdienst in der Volksmarine.“
Hart am Wind erlebte am 26. Juni 1970 in der Freilichtbühne „Junge Garde“ in Dresden seine Premiere. Er lief dabei als Eröffnungsfilm im Rahmen der in allen Bezirken stattfindenden IX. Sommerfilmtage der DDR. Der Film kam am 17. Juli 1970 in die Kinos der DDR und wurde im Oktober 1970 während der DDR-Filmwoche in der UdSSR und im Dezember 1970 während der DDR-Filmwoche in Kiew gezeigt. Am 1. Mai 1972 war er erstmals auf DFF 1 im Fernsehen der DDR zu sehen. Im August 2014 erschien der Film bei Icestorm auf DVD.

## Kritik
Der Filmspiegel nannte die Umsetzung des Themas optimistisch, jung und frisch, befand aber dennoch, dass der Film zu vordergründig und plakativ sei, um das Zielpublikum vollkommen zu erreichen. Für den film-dienst war Hart am Wind „stillos, einfallsarm und mit aufdringlich leitartikelhaften Dialogen.“

## Auszeichnungen
Regisseur Heinz Thiel erhielt für Hart am Wind 1971 den Theodor-Körner-Preis.